# Mörtsjön (Trehörningsjö socken, Ångermanland)
Mörtsjön är en sjö i Örnsköldsviks kommun i Ångermanland och ingår i Lögdeälvens huvudavrinningsområde. Sjön är 6,5 meter djup, har en yta på 0,158 kvadratkilometer och befinner sig 200 meter över havet.

## Delavrinningsområde
Mörtsjön ingår i det delavrinningsområde (707601-165321) som SMHI kallar för Mynnar i Bladtjärnsbäcken. Medelhöjden är 212 meter över havet och ytan är 14,91 kvadratkilometer. Det finns inga avrinningsområden uppströms utan avrinningsområdet är högsta punkten. Vattendraget som avvattnar avrinningsområdet har biflödesordning 3, vilket innebär att vattnet flödar genom totalt 3 vattendrag innan det når havet efter 46 kilometer. Avrinningsområdet består mestadels av skog (80 procent). Avrinningsområdet har 0,22 kvadratkilometer vattenytor vilket ger det en sjöprocent på 1,5 procent.